# Itzhak Lichtman
Itzhak Lichtman, auch Schreibweisen Yitzhak Lichtman und Jitschak Lichtman, (geboren im Dezember 1908 in Żółkiewka in Polen; gestorben am 28. September 1991 in Israel) war einer von 47 Überlebenden des Vernichtungslagers Sobibór in Polen und am Aufstand von Sobibór beteiligt.

## Leben
Itzhak Lichtman kam am 15. Mai 1942 mit seiner Familie und seinem Bruder ins Vernichtungslager Sobibór. Dort wurde er nach dem Transport nach Sobibór an der Rampe des Lagers unter 2000 Personen zum Arbeitshäftling selektiert, wo er als Schuster arbeitete. Im Lager lernte er Eda Fischer kennen, die er später heiratete.
Beim Aufstand von Sobibór am 14. Oktober 1943 wurde der SS-Mann Josef Vallaster unter einem Vorwand von der Lorenbahn weggelockt, auf der er die nicht transportfähigen Juden zu den Gaskammern transportierte. Angeblich sollte er in der Schusterwerkstatt neue Stiefel anprobieren. Dort wurde er von Itzhak Lichtman und dem Schuster Scholem Fleischacker mit einer Axt erschlagen.
Nach gelungener Flucht am 18. Oktober 1943 schloss Lichtman sich den Partisanen im Gebiet von Żukowo an und trat im Juni 1944 in die Polnische Armee ein. Er emigrierte mit Eda Lichtman im Jahre 1950 nach Israel.
Itzhak Lichtman und seine Frau bilden Hauptfiguren im Film Flucht aus Sobibor von Jack Gold. Beide wurden von Rashke interviewt und ihre Aussagen über das Vernichtungslager sind in dem gleichnamigen Buch veröffentlicht.